# Afrobasket de 1964
O FIBA Afrobasket 1964 foi a segunda edição da competição continental organizada pela FIBA África, sucursal da FIBA na África. Foi sediado na cidade de Casablanca na Costa Atlântica Marrocos.

## Torneio
Como a adesão ao torneio em seus primórdios era baixa, apenas seleções de seis países disputaram o campeonato em turno único, "todos contra todos" onde a classificação dentro deste grupo único definia a ordem no pódio e também as colocações mais derradeiras.
| Rk | Seleção                   | V-D |
| -- | ------------------------- | --- |
| 1  | UAR República Árabe Unida | 5-0 |
| 2  | MAR Marrocos              | 4-1 |
| 3  | PLE Palestina             | 2-3 |
| 4  | TUN Tunísia               | 2-3 |
| 5  | SEN Senegal               | 1-4 |
| 6  | MLI Mali                  | 1-4 |

## Partidas
|  |  | MLI | 59–95 | RAU |  | Casablanca |  |

|  |  | TUN | 51–53 | PLE |  | Casablanca |  |

|  |  | MAR | 58–54 | SEN |  | Casablanca |  |

|  |  | Palestina\|PLE | 53–59 | MLI |  | Casablanca |  |

|  |  | MAR | 59–55 | TUN |  | Casablanca |  |

|  |  | RAU | 72–37 | SEN |  | Casablanca |  |

|  |  | PLE | 43–101 | MAR |  | Casablanca |  |

|  |  | SEN | 77–62 | MLI |  | Casablanca |  |

|  |  | TUN | 51–69 | RAU |  | Casablanca |  |

|  |  | RAU | 75–35 | PLE |  | Casablanca |  |

|  |  | MLI | 48–75 | MAR |  | Casablanca |  |

|  |  | SEN | 57–73 | TUN |  | Casablanca |  |

|  |  | PLE | 52–50 | SEN |  | Casablanca |  |

|  |  | MLI | 59–70 | TUN |  | Casablanca |  |

|  |  | MAR | 57–69 | RAU |  | Casablanca |  |